# Evette de Klerk
Evette de Klerk, född 21 augusti 1965, är en sydafrikansk före detta friidrottare. Hon var den dominerande kvinnliga sprintidrottaren i Sydafrika på 1980-talet och vann 100 meter/200 meter dubbel vid de nationella mästerskapen tio år på rad från 1982 till 1991. Hon tog också tre sydafrikanska titlar på 400 meter. Dessa inkluderade mästerskapsrekord på 11,06 sekunder (hennes bästa tid) för 100 m och 22,36 sekunder för 200 meter.
Hennes personliga rekord på de korta loppen är båda sydafrikanska rekord för distanserna. Hennes tid på 200 meter, 22,06 sekunder, är den snabbaste som registrerats av en afrikansk friidrottare, men det är inte det afrikanska rekordet, eftersom det inte ratificerades av det kontinentala styrande organet. Med den tiden rankades hon som tvåa i världen på 200 meter år 1989, efter Dawn Sowell.
De Klerk tävlade inte internationellt när hon var på toppen av sin karriär som ett resultat av bojkotten mot sydafrikansk sport under apartheidtiden. Hennes enda stora internationella framträdanden för Sydafrika kom under hennes första säsong på toppnivå (1993). Hon var dubbel bronsmedaljör vid Afrikanska mästerskapen i friidrott 1993 och nådde prispallen på både 200 meter och 4×100 meter stafett. Evette de Klerk fortsatte att representera Sydafrika vid Världsmästerskapen i friidrott 1993 och var semifinalist på 200 meter. Hon hade avvisat erbjudanden om att tävla med Storbritannien medan bojkotten var igång, som sydafrikanskan Zola Budd gjorde.
Hon tävlade en kort tid som gift, 1986 och 1987, under namnet Evette Armstrong.
Carina Horn motsvarade de Klerks nationella 100 metersrekord 2015, cirka 25 år efter att det hade satts. De Klerk förblir den snabbaste innehavaren under alla förhållanden, via sitt slätlöpningslopp på 10,94 sekunder 1990.

## Internationella tävlingar
| 1993 | Afrikanska mästerskapen        | Durban, Sydafrika   | Trea               | 200 m                                                     | 23.29 |
| 1993 | Afrikanska mästerskapen        | Durban, Sydafrika   | Trea               | 4 × 100 m stafett                                         | 45.15 |
| 1993 | Världsmästerskapen i friidrott | Stuttgart, Tyskland | Femma (semi final) | Världsmästerskapen i friidrott 1993 – 200 meter för damer | 22.76 |

## Nationella titlar
- Sydafrikanska mästerskapen i friidrott
  - 100 m: 1982, 1983, 1984, 1985, 1986, 1987, 1988, 1989, 1990, 1991
  - 200 m: 1982, 1983, 1984, 1985, 1986, 1987, 1988, 1989, 1990, 1991
  - 400 m: 1987, 1992, 1993

## Personliga rekord i urval
- 100 meter - 11.06 (10.94 i för stark medvind), båda loppen i Germiston, Sydafrika, 1990
- 200 meter - 22.06 i Petersburg, Sydafrika, 1989
- 400 meter - 50.58 i Germiston, Sydafrika, 1986[10]